# Timolao (retore)
Timolao (in greco antico: Τιμόλαος?, Timòlaos; Macedonia, metà IV secolo a.C. – Larissa, III secolo a.C.) è stato un poeta greco antico.

## Biografia
Timolao fu un poeta e retore, probabilmente della metà del IV secolo a.C., visto che il lessico Suda ne fa un allievo di Anassimene di Lampsaco, aggiungendo che, di origine macedone, sarebbe poi vissuto a Larissa.

## Opere
Sempre secondo la Suda, che di fatto, insieme a Eustazio di Tessalonica, è l'unica testimonianza su questo poeta, Timolao avrebbe scritto Τρωικά (Troikà), ossia una rielaborazione dell'Iliade, in cui aggiungeva un esametro ad ogni esametro omerico, di fatto raddoppiandone l'estensione.
L'unico frammento noto dell'opera è un breve brano di cinque esametri che rielabora il celebre proemio omerico (in corsivo i versi aggiunti da Timolao)ːː
che nacque per la figlia bella di Crise, 

funesta, che agli Achei addusse lutti 

mentr'essi battagliavano in Troia 

e molte addusse all'Ade alme d'eroi 

domate dalla lancia del grand'Ettore.»
(trad. A. D'Andria)
Un altro frammento, citato da uno scolio, riporta che Timolao faceva di Demodoco il custode di Clitennestra citato nell'Odissea e fratello di Femio, mentre Eustazio lo cita dicendo che il poeta aggiungeva come Achille avesse inviato, insieme a Patroclo, Eudoro per rammentargli di non spingersi troppo oltre verso Troia nell'inseguimento dei Troiani nel libro XVIII. La citazione di Demodoco farebbe pensare che Timolao si spingesse a "raddoppiare" aentrambi i poemi omerici unendoli nello stesso titolo. 
Si trattava, comunque, secondo quanto si può giudicare dal breve testo citato da Suda, di un'esercitazione retorica senza pretese di originalità, un semplice virtuosismo tecnico alle origini di una "tradizione" che avrebbe visto, in età imperiale, opere simili come quelle, altresì perdute, di Nestore di Laranda e Trifiodoro.